# Nenad Zečević
Nenad Zečević (ur. 7 marca 1978 w Nowym Sadzie) – serbski piłkarz, występujący na pozycji lewego pomocnika.

## Życiorys
Zečević jest wychowankiem klubu FK Kabel Nowy Sad. Następnie występował w takich klubach, jak FK Vojvodina, FK Hajduk Kula, FK Veternik Nowy Sad. Przed rozpoczęciem sezonu 2002/03 przeniósł się do bośniackiego zespołu FK Rudar. Kolejne lata to gra dla FK Sarajevo, Čelika Zenica, Radnika Bijeljina.
Wiosną 2006 przeniósł się do zespołu FK Leotar, z którego następnie został pozyskany przez Widzew Łódź. Zadebiutował w nim 28 lipca w wygranym 2:1 meczu z Groclinem Grodzisk. Łącznie dla Widzewa rozegrał 8 spotkań, a po sezonie został wystawiony na listę transferową.
Od sezonu 2007/08 znów był graczem klubu FK Leotar Trebinje, w którym zagrał w 65 meczach ligowych, strzelając 14 bramek.
Rundę wiosenną sezonu 2010/11 Zečević spędził w klubie FK Drina Zwornik. Rozegrał tam tylko 2 spotkania ligowe, a zespół po zajęciu 16. miejsca w tabeli końcowej spadł do niższej ligi.

## Kariera piłkarska
| Sezon       | Klub                  | Kraj                 | Rozgrywki          | Mecze | Bramki |
| ----------- | --------------------- | -------------------- | ------------------ | ----- | ------ |
| 1996/97     | FK Kabel Nowy Sad     | Jugosławia           |                    | 3     | 0      |
| 1997/98     | FK Kabel Nowy Sad     | Jugosławia           |                    | 29    | 2      |
| 1998/99     | FK Vojvodina Nowy Sad | Jugosławia           | Super Liga         | 8     | 0      |
| 1999/00     | FK Hajduk Kula        | Jugosławia           | Super Liga         | 21    | 0      |
| 2000/01     | FK Hajduk Kula        | Jugosławia           | Super Liga         | 14    | 0      |
| 2001/02     | FK Veternik Nowy Sad  | Jugosławia           | Druga Savezna Liga | 24    | 1      |
| 2002/03     | FK Rudar Ugljevik     | Bośnia i Hercegowina | Premijer liga      | –     | –      |
| 2003/04 (j) | FK Rudar Ugljevik     | Bośnia i Hercegowina | Premijer liga      | –     | –      |
| 2003/04 (w) | FK Sarajevo           | Bośnia i Hercegowina | Premijer liga      | –     | –      |
| 2004/05     | NK Čelik Zenica       | Bośnia i Hercegowina | Premijer liga      | –     | 3      |
| 2005/06 (j) | FK Radnik Bijeljina   | Bośnia i Hercegowina | Premijer liga      | –     | –      |
| 2005/06 (w) | FK Leotar Trebinje    | Bośnia i Hercegowina | Premijer liga      | –     | –      |
| 2006/07     | Widzew Łódź           | Polska               | I liga             | 8     | 0      |
| 2007/08     | FK Leotar Trebinje    | Bośnia i Hercegowina | Premijer liga      | 16    | 4      |
| 2008/09     | FK Leotar Trebinje    | Bośnia i Hercegowina | Premijer liga      | 21    | 6      |
| 2009/10     | FK Leotar Trebinje    | Bośnia i Hercegowina | Premijer liga      | 19    | 5      |
| 2010/11 (j) | FK Leotar Trebinje    | Bośnia i Hercegowina | Premijer liga      | 9     | 0      |
| 2010/11 (w) | FK Drina Zvornik      | Bośnia i Hercegowina | Premijer liga      | 2     | 0      |
| 2011/12 (j) | FK Leotar Trebinje    | Bośnia i Hercegowina | Premijer liga      | 14    | 1      |